# 事力
事力（じりき/じりょく）とは、律令制の日本において大宰府と国衙の官人に与えられ、従者・雑役の任務を務めた正丁のこと。

## 概要
大宰府や国衙の官人には職分田（職田・公廨田）などが支給され、そこからの収入が給与とされていたが、勿論官人自身が職分田を耕作する訳ではなく、彼らに代わって耕作をしたり、その他の雑用などに駆使されたりする者が置かれた。それが事力である。
与えられる事力の数はその官人の地位によって異なり、大宰帥は20名、大国国守は8名で、以下官職に従って差があり、最も少ないのは大宰府及び諸国の史生の2名であった。その後、和銅元年（708年）に新設の傔仗が、宝亀10年（779年）には国博士・国医師が、史生に準じて職分田と事力を支給することとされた。また、天平宝字3年（759年）以後は鎮守府の官人に対しても事力が与えられた（『類聚三代格』巻6・天平宝字3年7月23日付乾政官奏）。事力の設置の主目的は職分田の耕作にあったため、その設置人数は職分田の面積によって定められ、何らかの事情で職分田が支給されなければ事力も支給されなかった（例えば、国内に職分田が置かれていなかった志摩国の国衙には事力は設置されていなかった。また、遥任の場合には職分田・事力は支給されなかった（『延喜式』民部省式上）。更に任命から1年以上経っても現地に赴かない国司に対しても特別な事情がない限りは遥任と同様の措置が取られていた（『類聚三代格』巻6・貞観12年12月25日付太政官符））。
軍防令によれば、事力は上等戸に属する正丁から選ばれ1年交替、その間、庸は免除されるとある。だが、一方で賦役令では事力の期間中は舎人・史生とともに課役免除とあり、規定に違いがある。
だが、職分田の耕作に留まらず、官人による様々な命令に駆使された事力の負担は決して軽いものではなかった。このため、律令法では禁じられていた事力が官人に金品を納めることで実労働を免除される行為も実際には行われていた。勿論、朝廷も事力制度の改革を図って、和銅2年（709年）には大宰府の事力を一律半分にして代替に綿を与えることとした（ただし、薩摩国・多禰国の国司など一部対象外あり）が、綿が供給できなかったためか7年後に旧制に戻されている。延暦16年（797年）に畿内の職分田と事力を廃止したものの、4年後には復活させている。また、事力の補助要員として、弘仁11年（820年）に事力1人あたりこれを補助する副丁4名を配置した。天長10年（833年）に事力の庸・課役免除を止めて、雑徭として算入することが因幡国で実施され、以後断続的に各地で実施された。貞観10年（868年）には副丁の数を4名から6名に増員している。だが、それでも状況は改善せず、10世紀に入ると事力制度は機能しなくなった、あるいは雑徭制度に吸収されたと考えられている。

## 事力の人員
事力の人員は軍防令及びその後の追加によって以下のように定められていた。
- 20名：大宰府…帥
- 14名：大宰府…大弐
- 10名：大宰府…少弐
- 8名：国衙…大国守、鎮守府…将軍
- 7名：国衙…上国守・大国介
- 6名：大宰府…大監・少監・大判事、国衙…中国守・上国介

- 5名：
  - 大宰府…大工・少判事・大典・防人正・主神・博士
  - 国衙…中国守・上国介・中国介[6]
  - 鎮守府…将監
- 4名
  - 大宰府…少典・陰陽師・医師・少工・算師・主船・主厨・防人佐
  - 国衙…大国目・上国目・中国目
  - 鎮守府…将曹
- 3名：大宰府…諸令史、国衙…中国目・下国目
- 2名：大宰府…史生、国衙…史生・傔仗[7]・博士[8]・医師[9]